# Финал Кубка Англии по футболу 1893

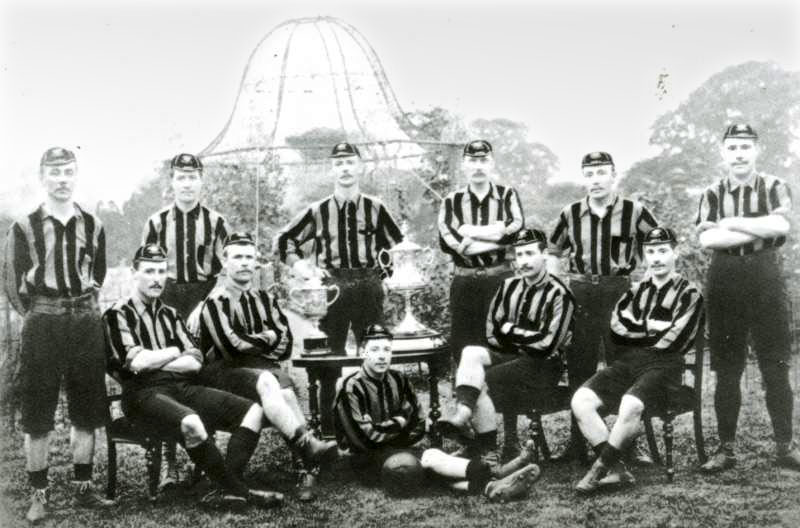
Футболисты «Вулверхэмптон Уондерерс» с выигранным трофеем

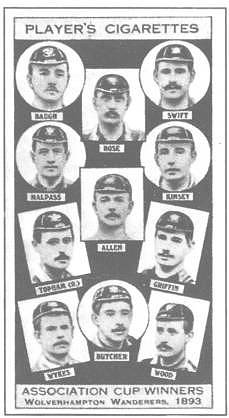
Сигаретная карточка с составом «волков»

Финал Кубка Англии по футболу 1893 года (англ. 1893 FA Cup Final) — футбольный матч, завершавший розыгрыш Кубка Англии сезона 1892/93. Он стал 22-м финалом Кубка Англии, старейшего футбольного турнира в мире. В нём встретились клубы «Вулверхэмптон Уондерерс» и «Эвертон». Это был первый и единственный финал Кубка Англии, прошедший на стадионе «Фэллоуфилд» в Манчестере. «Волки» одержали победу благодаря единственному голу Гарри Аллена.
Официальная посещаемость матча составила 45 000 зрителей, но фактически матч посетило около 60 000 человек. Стартовый свиток задерживался из-за непрекращающегося потока желающих увидеть матч. «Эвертон» даже требовал переигровки, так как зрители практически находились на футбольном поле, однако результат был признан окончательным.
Команда из Ливерпуля подошла к финалу в качестве фаворита — неделей ранее руководство команды отправило на игру с «Вулверхэмптоном» резервный состав, чтобы дать основному отдохнуть перед переигровкой полуфинала Кубка Англии. Резервисты «ирисок» переиграли «волков» на их домашней арене «Молинью» со счётом 4:2.

## Ход матча
«Эвертон» доминировал в первом тайме, но сильным флангам команды мешали толпы зрителей, находящихся возле бровки поля. Так обе команды перешли к тактике игры через длинный пас по центру, и эта тактика, вплоть до свистка на перерыв, плодов не принесла.
Во второй половине встречи начала сказываться усталость, накопившаяся у ливерпульцев, вследствие того, что это была уже четвёртая игра за последние десять дней. На исходе часа игры Гарри Аллен сделал длинный заброс в сторону ворот и мяч неожиданно оказался в сетке. Позже «Эвертон» заявил, что их голкиперу мешала ревущая толпа, находящаяся сразу за лицевой линией поля.
После финального свистка зрители выбежали на поле для чествования команды «Вулверхэмптон Уондерерс», впервые завоевавшей Кубок Англии.

## Отчёт о матче
| Вулверхэмптон Уондерерс | 1:0     | Эвертон |
| ----------------------- | ------- | ------- |
| Аллен 60′               | (отчёт) |         |

| Вулверхэмптон Уондерерс | Эвертон |

|                 |  |                 |  |
|                 |  |                 |  |
| Вр              |  | Уильям Роуз     |  |
|                 |  | Дики Бо         |  |
|                 |  | Джордж Свифт    |  |
|                 |  | Билли Малпасс   |  |
|                 |  | Гарри Аллен (к) |  |
|                 |  | Джордж Кинзи    |  |
|                 |  | Роберт Топем    |  |
|                 |  | Дэвид Уайкс     |  |
|                 |  | Джо Бутчер      |  |
|                 |  | Гарри Вуд       |  |
|                 |  | Альф Гриффин    |  |
| Главный тренер: |  |                 |  |
| Джек Адденбрук  |  |                 |  |

|                 |  |                |  |
|                 |  |                |  |
| Вр              |  | Ричард Уильямс |  |
|                 |  | Боб Хауарт (к) |  |
|                 |  | Боб Келсо      |  |
|                 |  | Дики Бойл      |  |
|                 |  | Джонни Холт    |  |
|                 |  | Алек Стюарт    |  |
|                 |  | Алекс Лэтта    |  |
|                 |  | Патрик Гордон  |  |
|                 |  | Алекс Максвелл |  |
|                 |  | Эдгар Чадуик   |  |
|                 |  | Алфред Милуорд |  |
| Главный тренер: |  |                |  |
| Дик Молинью     |  |                |  |

## Путь к финалу
| Раунд 1: Вулверхэмптон Уондерерс 1:1 Болтон Уондерерс - Переигровка: Болтон Уондерерс 1:2 Вулверхэмптон Уондерерс Раунд 2: Вулверхэмптон Уондерерс 2:1 Мидлсбро Четвертьфинал: Вулверхэмптон Уондерерс 5:0 Дарвен Полуфинал: Вулверхэмптон Уондерерс 2:1 Блэкберн Роверс | Раунд 1: Эвертон 4:1 Вест Бромвич Альбион Раунд 2: Эвертон 4:2 Ноттингем Форест Четвертьфинал: Эвертон 3:0 Шеффилд Уэнсдей Полуфинал: Эвертон 2:2 Престон Норт Энд - Переигровка: Эвертон 0:0 Престон Норт Энд - Переигровка: Эвертон 2:1 Престон Норт Энд |